# Parco del Cardeto
Il Parco del Cardeto è il più vasto parco urbano di Ancona, aperto nel 2005. A picco sul mare, immerso nella natura, occupa le sommità dei colli Cappuccini e Cardeto e si estende in un'area di circa 35 ettari, tutti a ridosso del centro. Comprende luoghi di valore storico, un ambiente naturale di notevole interesse e numerosi punti panoramici sulla costa alta e sulla città.
La zona settentrionale è compresa nel rione San Pietro, quella centrale ricade nel rione Cardeto, mentre la zona meridionale è parte del rione Adriatico. Il 25 luglio 2010 il parco è stato dedicato a Franco Scataglini, in occasione degli 80 anni dalla nascita del poeta.

## Storia

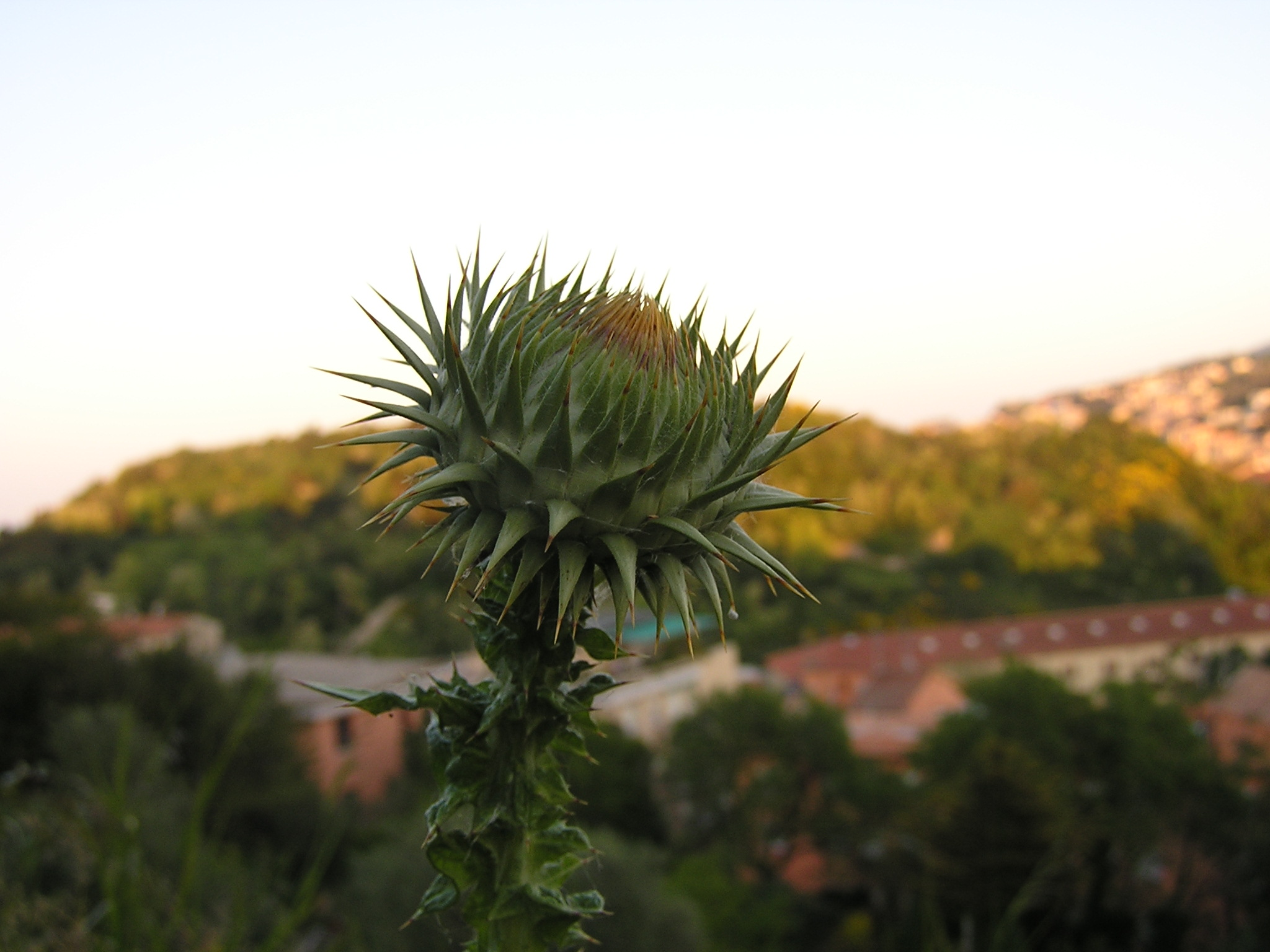
Il cardo mariano (Silybum marianum), da cui il parco prende nome. Sullo sfondo il Cardeto con le ginestre in fiore.

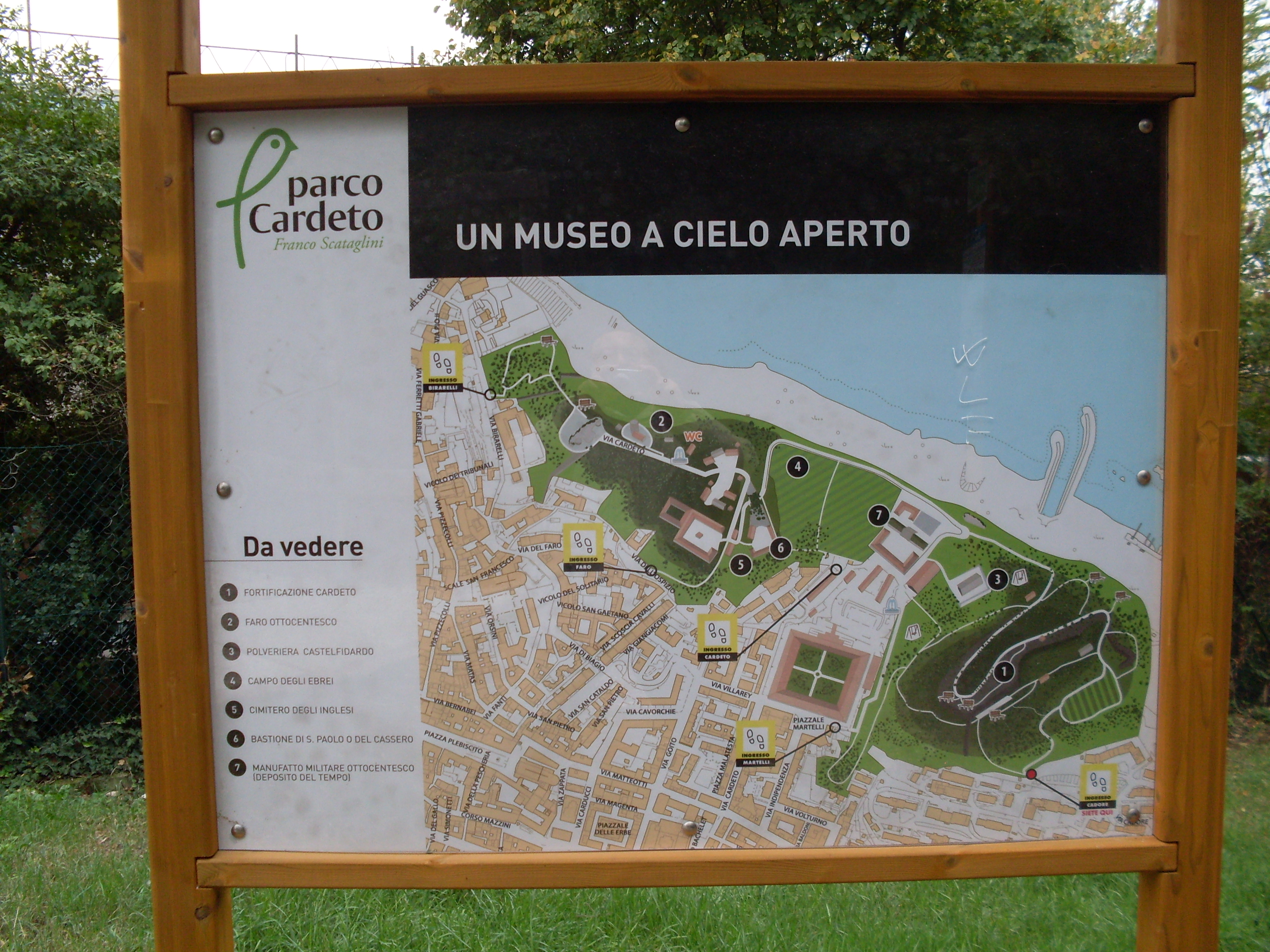
Parco del Cardeto - pianta

L'iter della realizzazione del parco è iniziato nel 1972, quando nei piani urbanistici del Comune tutta l'area venne destinata a verde attrezzato; una tappa davvero importante fu il 1988, quando si individuò l'area come complesso ambientale e storico, delineando l'idea del parco. Questo importante traguardo fu raggiunto soprattutto grazie ad un gruppo di cittadini che si erano riuniti costituendo il "Comitato per il Parco del Cardeto" il cui presidente era Paolo Luccioni, promotore ed ideatore del gruppo. Il comitato si adoperò moltissimo attraverso un'opera di sensibilizzazione della cittadinanza e di raccolta firme. Il parco venne poi inaugurato soltanto nel 2005 e durante l'inaugurazione venne apposta la targa in memoria di Paolo Luccioni, scomparso nove anni prima.
All'apertura è seguita una lunga polemica tra le associazioni ambientaliste e il Comune di Ancona a proposito della tutela dell'ecosistema dell'area, particolarissimo per un'area verde cittadina, e che rischiava di essere danneggiato da interventi attuati senza le dovute cautele. Alla discussione sul mantenimento della naturalità si sovrappose la questione della destinazione degli edifici abbandonati situati nell'area verde. Attraverso il referendum cittadino del 2005, non valido per il mancato raggiungimento del quorum, i votanti avevano comunque espresso un parere nettamente contrario alla trasformazione in un albergo di un fabbricato in cemento situato nel parco; i voti contrari all'albergo furono circa 20.000. In effetti l'opera non fu poi realizzata.
Nel 2007 è stato aperto un altro vasto settore del parco, sul versante del Colle dei Cappuccini affacciato sul Duomo e sull'Anfiteatro romano; nell'occasione il parco si arricchì di un ulteriore ingresso, quello di via Birarelli.
Nei pressi della Polveriera Castelfidardo, era prevista l'apertura di nuove strutture a servizio del parco, entro il Laboratorio Pirotecnico, opera ottocentesca dell'architetto Giuseppe Morando; esso è costituito da due edifici di cui il più piccolo, già restaurato, sarebbe dovuto diventare un Centro di educazione ambientale della Provincia e il più grande avrebbe dovuto ospitare un museo naturalistico e le sedi delle associazioni ambientaliste. Questi progetti sono stati abbandonati e l'edificio non restaurato è ora pericolante.
Attualmente gli ingressi al parco sono cinque: dal rione Adriatico si accede attraverso il cancello posto al termine di via Panoramica; il rione Cardeto usufruisce degli ingressi di via Volturno, di piazza Martelli e di via Cardeto; dal rione San Pietro si accede al parco attraverso i cancelli di via del Faro e di via Birarelli.

## Natura

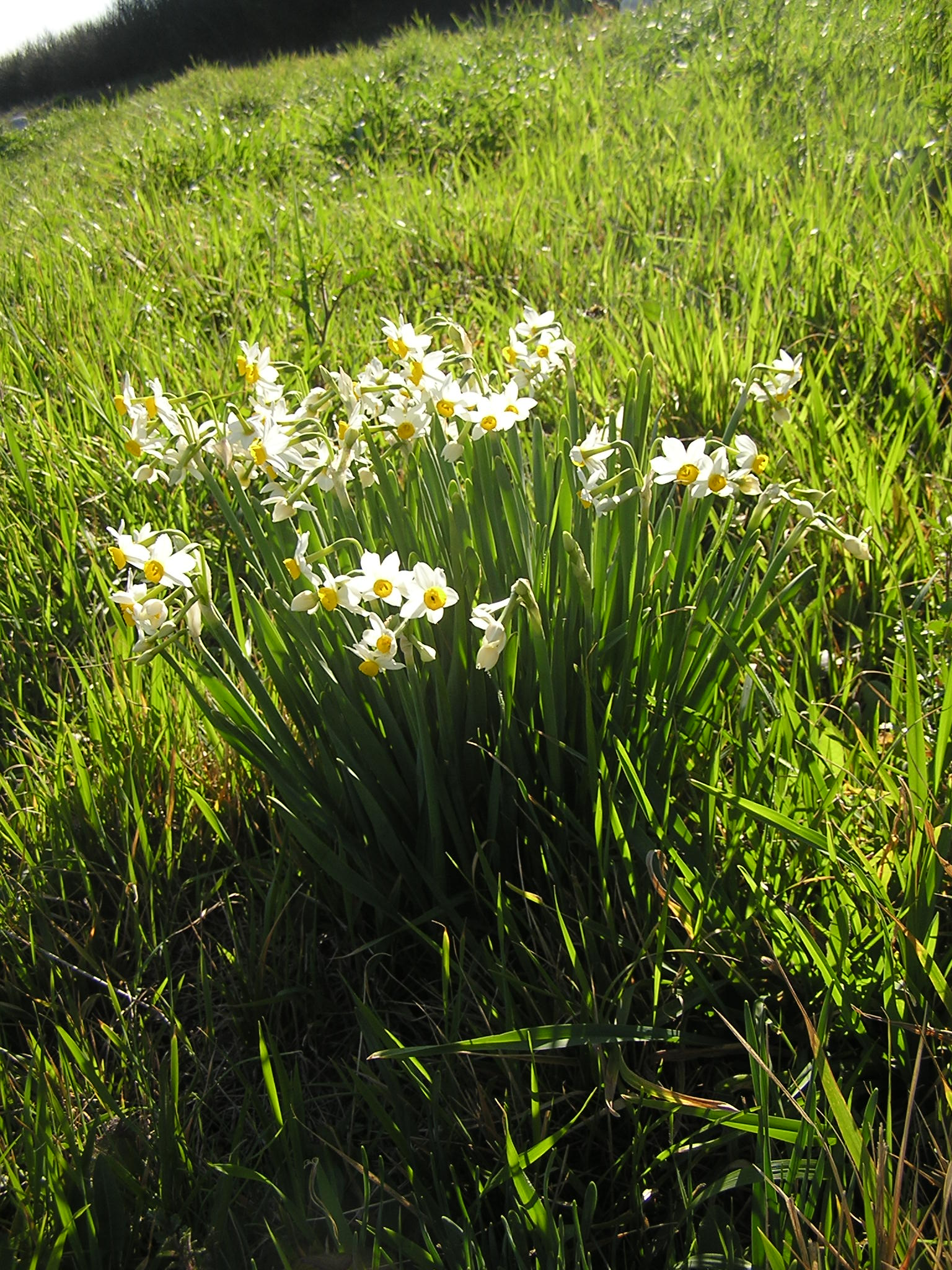
Narcisi al Campo degli Ebrei in marzo.

Il parco del Cardeto rappresenta per Ancona una preziosa riserva di verde all'interno dal centro storico; molto interessante, anche paesaggisticamente, è la presenza delle falesie.
La vegetazione è costituita in gran parte da macchia spontanea di ginestre, alaterni, biancospini, caprifogli, ornielli, cipressi. Sulle antiche mura e sulle pareti degli edifici esposte a sud crescono piante di violacciocche, capperi e bocche di leone, dalle vistose fioriture.
Particolare è la presenza di un prato che segue la sua evoluzione naturale da più di un secolo: si tratta del prato del Campo degli Ebrei, noto in città per l'abbondante e profumata fioritura dei narcisi, in marzo. Altra peculiarità naturalistica del parco è la fioritura di varie specie di orchidee spontanee, specie nell'area di Monte Cardeto.
Spettacolare è anche la via del Faro quando gli alberi di Giuda sono in fiore; l'imponente fico della Polveriera, già uno dei monumenti naturali del parco, è stato pesantemente danneggiato durante il restauro della Polveriera stessa.
Altro esemplare arboreo maestoso, questo fortunatamente ancora intatto, è l'ulivo del Campo degli Inglesi, che cresce affacciato sulle mura cinquecentesche del Bastione di San Paolo; deve il suo rigoglio proprio ad una articolazione delle antiche mura che lo ripara dai venti settentrionali.
La fauna osservabile comprende alcuni mammiferi tipici della zona collinare marchigiana e uccelli come il gabbiano, il falco pellegrino ed il cormorano.

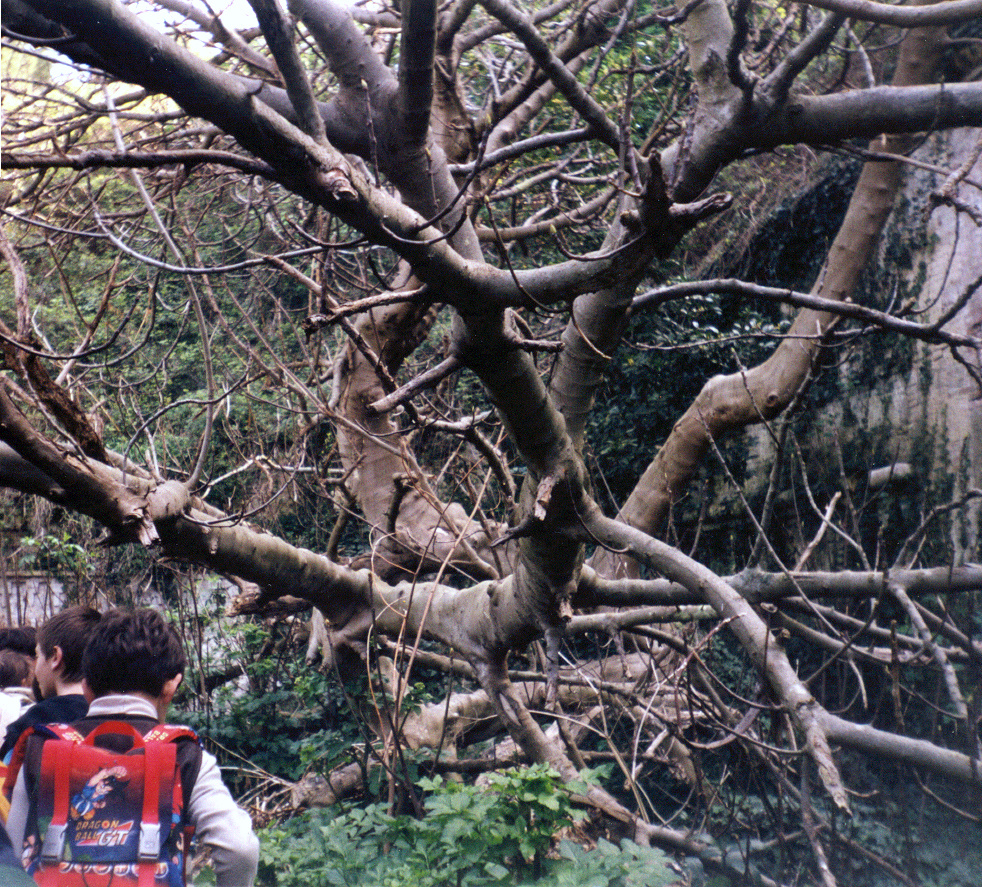
Il fico della Polveriera prima che venisse danneggiato.

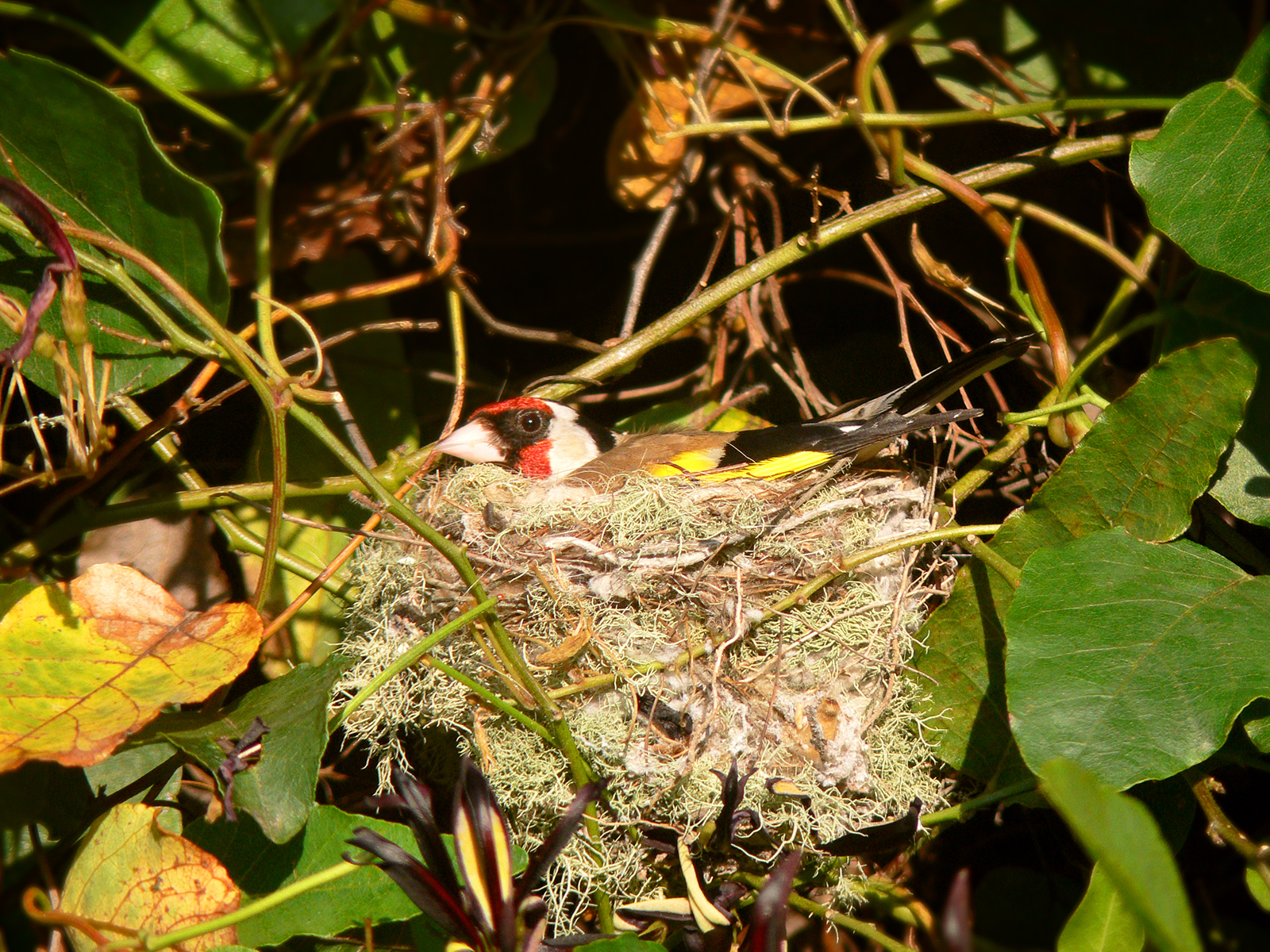
Un cardellino che cova nel nido.

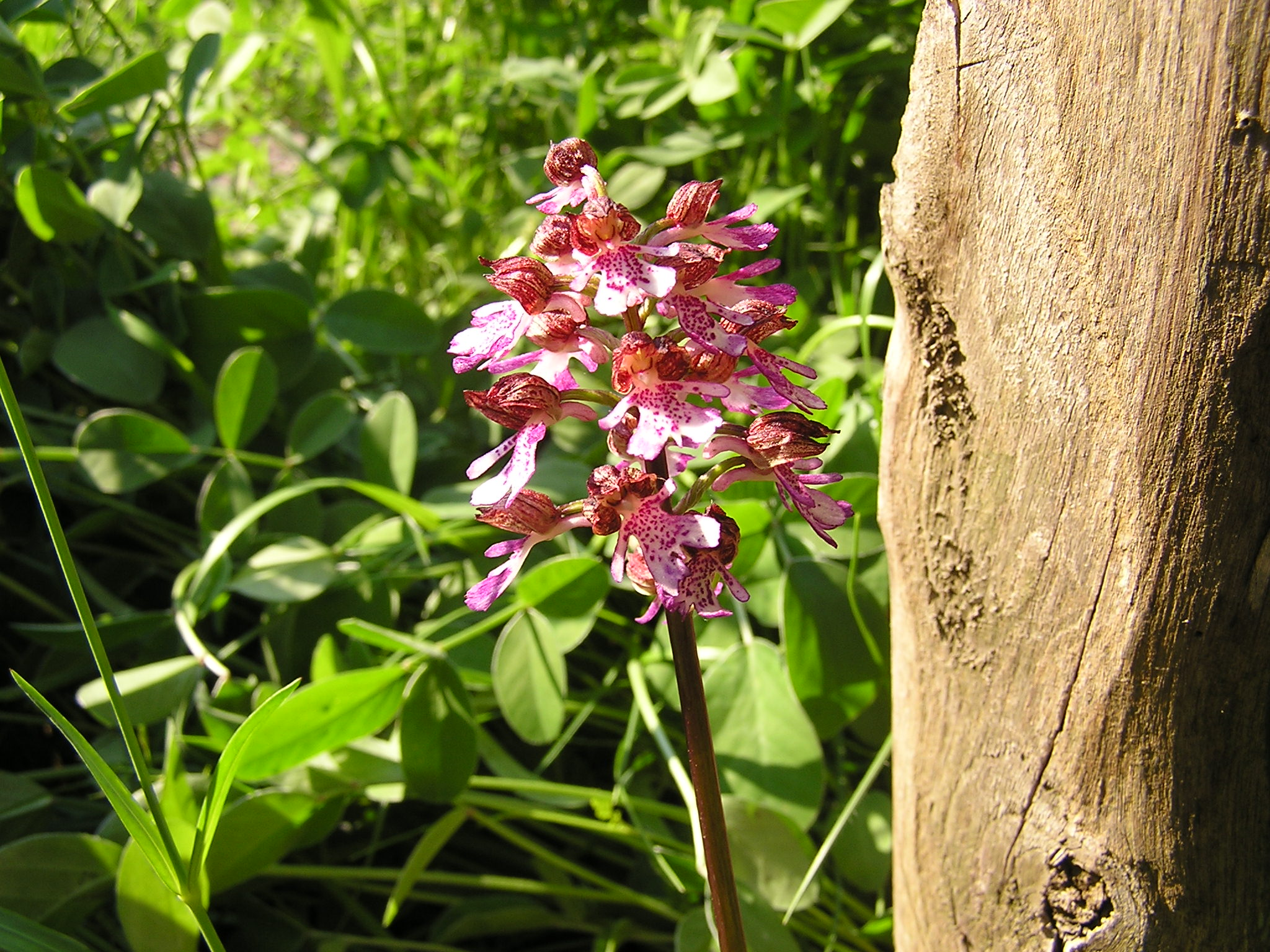
Orchidea purpurea a Monte Cardeto.

### Cardi e cardellini
Monte Cardeto prende nome dalla pianta del cardo, e precisamente dal cardo cardo (Cynara cardunculus subsp. cardunculus) comunemente chiamato anche “gobbo”  detto in dialetto anconitano pincigarelo, specie che un tempo cresceva abbondante in tutta la zona. I semi di questa pianta danno nutrimento al cardellino, che infatti era frequente in tutto il parco. La stessa immagine scelta come emblema del parco rappresenta un cardellino.
Da quando il parco è stato aperto al pubblico i cardi e i cardellini sono sempre più rari, a causa dei tagli dell'erba che impediscono alla pianta di crescere e al volatile di trovare cibo. Ancora però un occhio attento riesce ad ammirare la spinosa pianta in qualche luogo dove il decespugliatore non è ancora arrivato e, se è periodo di semi, può osservare il cardellino sfilarli abilmente dal fiore appassito.

### Le fioriture del Campo degli Ebrei
Le antiche lapidi del Campo degli Ebrei sono circondante da un prato naturale che evolve spontaneamente da secoli, cosa assai rara in ambito urbano. Un prato naturale si distingue da quelli seminati dall'uomo per il gran numero di specie presenti (ovvero per la maggiore biodiversità) e per la presenza di piante pregiate perché tipiche del luogo, le cui fioriture che si susseguono armonicamente nel corso dell'anno.
È interessante osservare questo prato, specialmente quando vi fioriscono i profumatissimi narcisi tazzetta che annunciano la primavera, oppure le orchidee purpuree che ne segnano il massimo splendore; a settembre i colchici autunnali danno invece l'addio alla bella stagione. Con la recente sistemazione del Campo alcune aree che stavano trasformandosi in roveto sono ritornate a prato e ciò è certamente un elemento positivo; l'attuale manutenzione irrispettosa della flora, segnata da tagli dell'erba fatti in periodi sbagliati sta portando alla scomparsa delle pregiate piante spontanee da fiore sopra citate. A causa dei tagli dell'erba è già estinto nel Campo il tulipano selvatico, precedentemente diffuso nelle zone a mezz'ombra.
Altre specie che danno luogo a fioriture vistose, e che fortunatamente ancora non risentono dei tagli dell'erba indiscriminati, sono l'anemone, la sulla e la pratolina.

### Orchidee spontanee
In tutta l'area, in primavera, fioriscono alcune specie di orchidee spontanee, cosa davvero singolare in un parco compreso entro il perimetro urbano; tra queste l'orchidea purpurea, l'orchidea ape, l'orchidea bombo, l'orchidea screziata. 
Purtroppo l'attuale gestione della manutenzione e del taglio dell'erba sta rapidamente portando all'estinzione all'interno del Parco del Cardeto di tutte le specie di orchidee spontanee. Tale situazione è da imputare alla scarsità di fondi comunali destinati alla cura del verde, che porta gli uffici competenti ad una situazione di continua emergenza e all'impossibilità di rispettare le specie più rare del parco.

### Le fioriture sulle mura
Il Parco del Cardeto è attraversato dalla cerchia di mura cinquecentesche, che poggiano sulle pendici meridionali del Colle Cappuccini. Su di esse cresce da secoli una vegetazione rupicola, quasi le mura fossero una falesia marina.
Alcune delle piante presenti hanno una fioritura spettacolare: i capperi, le violacciocche e le bocche di leone. È interessante notare che queste specie crescono solo sulle mura esposte verso sud, ove si crea un microclima più caldo e a loro favorevole. Il cappero, poi, è specie propria solo di regioni più meridionali e nelle Marche cresce solo in queste particolari condizioni. In giugno la fioritura del cappero è davvero spettacolare e si apprezza soprattutto la sera, quando i fiori, che durante le ore più calde del giorno sembrano appassiti, riprendono vigore ed emanano un fresco profumo.
Ammirando la quantità di capperi presente nel Parco del Cardeto non si riesce quasi a credere che questa specie sia inserita tra le piante "rare e in via di estinzione" della Regione Marche.

## Testimonianze storiche

### Nella zona centrale del parco

#### Campo degli Ebrei

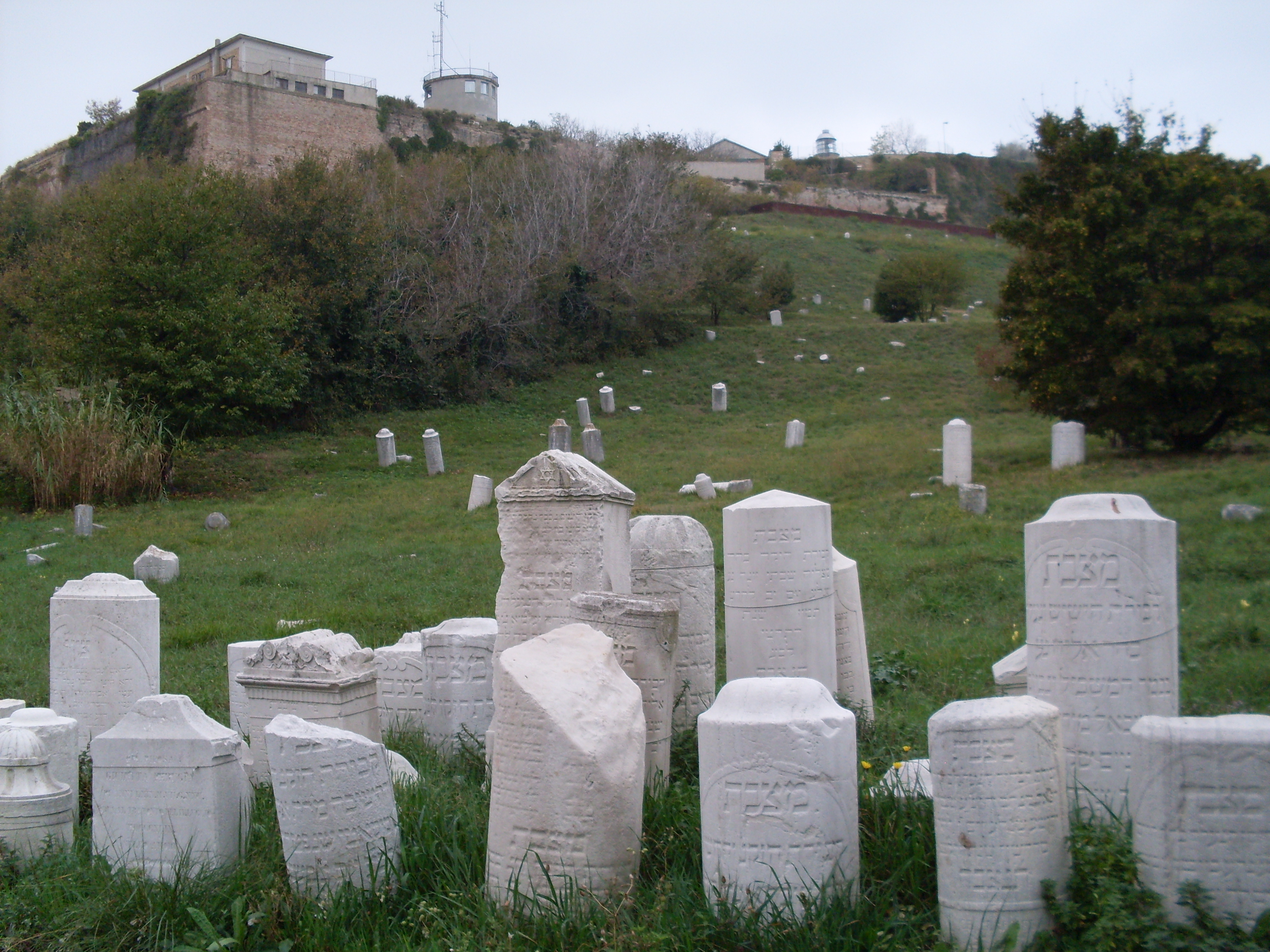
Il Campo degli Ebrei - i cippi recuperati e ricollocati

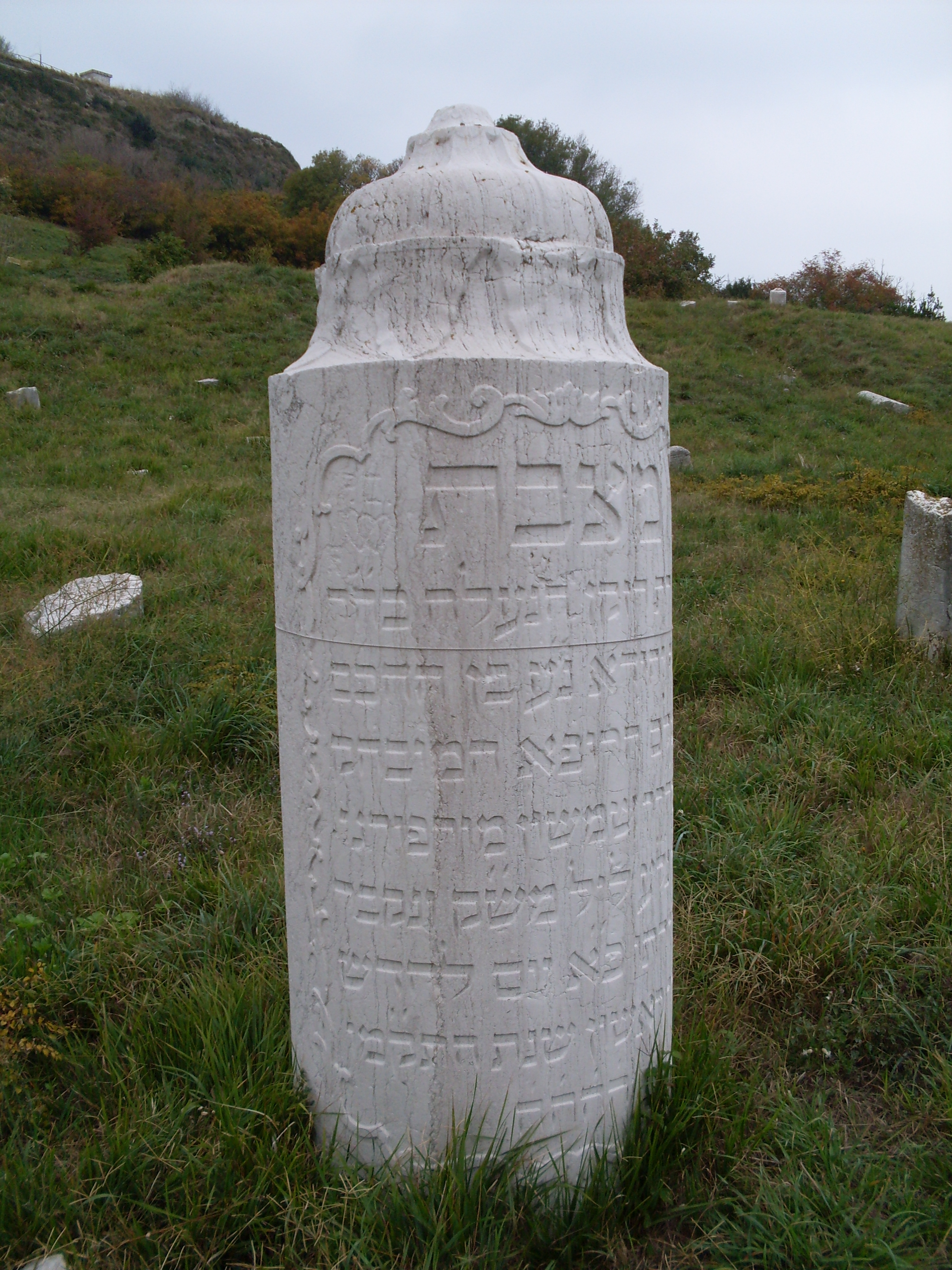
Campo degli Ebrei - una tomba

Il Campo degli Ebrei, situato a cavallo tra il colle dei Cappuccini e Monte Cardeto, è uno dei luoghi più suggestivi di Ancona. Vi si trovano 178 cippi funerari con iscrizioni ebraiche che datano dal XV secolo al XIX secolo. È tra i cimiteri ebraici più grandi e meglio conservati d'Europa. L'ampio prato è dolcemente inclinato verso Gerusalemme, e tutti i cippi hanno le scritte volte ad est, così come vuole la tradizione. Il prato ha un notevole interesse naturalistico; vedi a proposito il paragrafo Le fioriture al Campo degli Ebrei.
Dai verbali del Senato degli anziani della Repubblica di Ancona si apprende che nel 1428 in località Cardeto viene concesso un terreno fuori porta San Pietro da destinare a cimitero. Appena quarant'anni dopo viene concesso altro terreno come ampliamento del primo ed ancora nel 1711 la comunità ebraica acquista dal convento di San Francesco alle Scale la "Possessione del Giardino", situata nella stessa località. Non si ha notizia di dove fosse un precedente cimitero, ma doveva pur esserci dal momento che la comunità dorica era certamente presente già prima del 1000.
È a picco sul mare, tanto che, col passare dei secoli, molti cippi sono precipitati dall'alto dirupo costantemente sottoposto all'erosione marina; nel corso dell'ultimo restauro della zona, i cippi caduti sono stati recuperati e ricollocati nella parte bassa del Campo.

#### L'ex Caserma Villarey

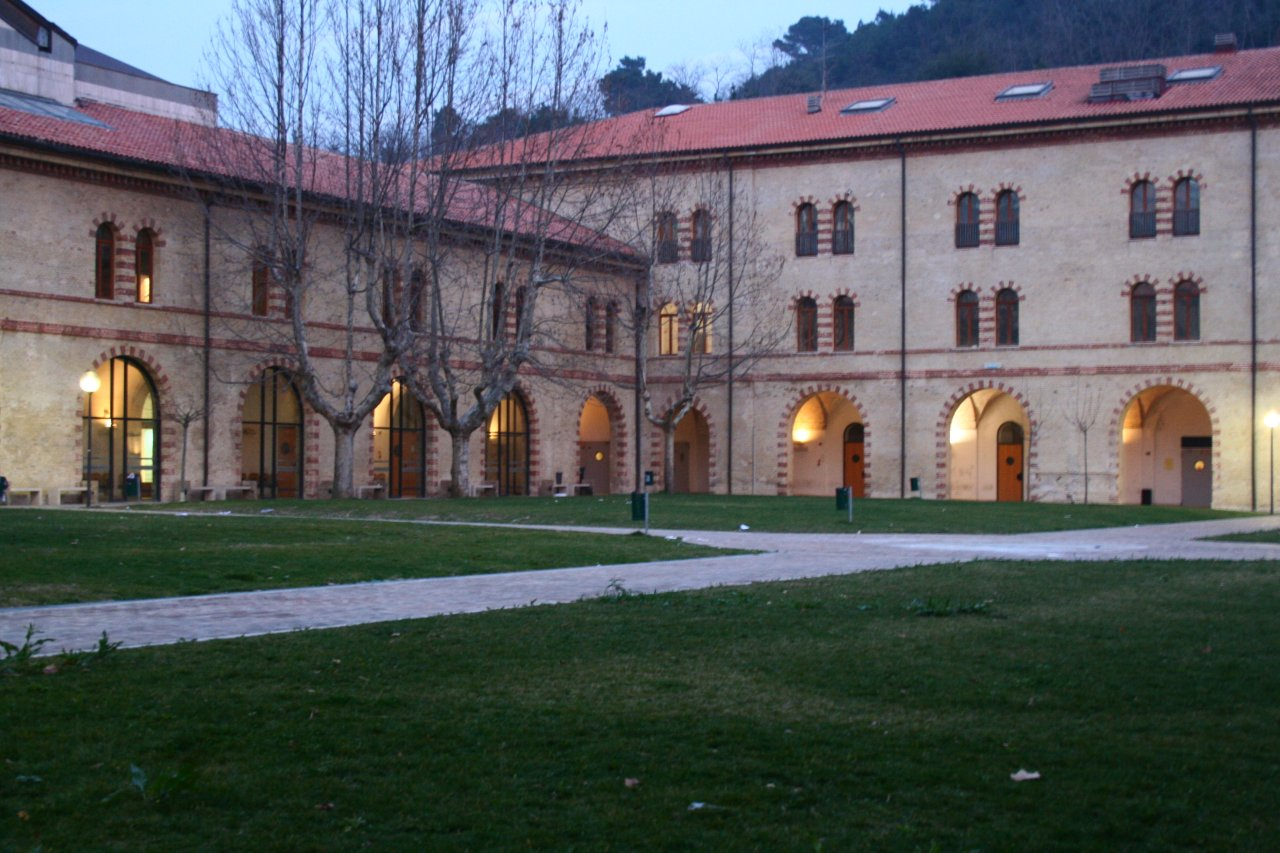
Interno della Caserma Villarey

L'ex caserma Villarey ospita la facoltà di Economia dell'Università Politecnica delle Marche; si tratta di un edificio ottocentesco completamente restaurato, situato nei pressi di uno degli ingressi del parco. La pianta è quadrata e al centro si apre un grande cortile tenuto a verde. Una statua di Vittorio Morelli, il Fante della Prima Guerra Mondiale, risalente al periodo in cui l'edificio era ancora una caserma, ne ricorda l'antica funzione.
Secondo le richieste del comitato di cittadini promotore del parco, la caserma sarebbe dovuta divenire l'entrata principale dell'area verde, ma la caserma fu ceduta all'Università degli Studi di Ancona che ne fece una delle sue sedi.
Progettista dell'edificio militare fu Giuseppe Morando, autore di gran parte delle fortificazioni cittadine nel periodo in cui Ancona era piazzaforte di prima classe del Regno d'Italia.

### Al Colle dei Cappuccini

#### Campo degli Inglesi

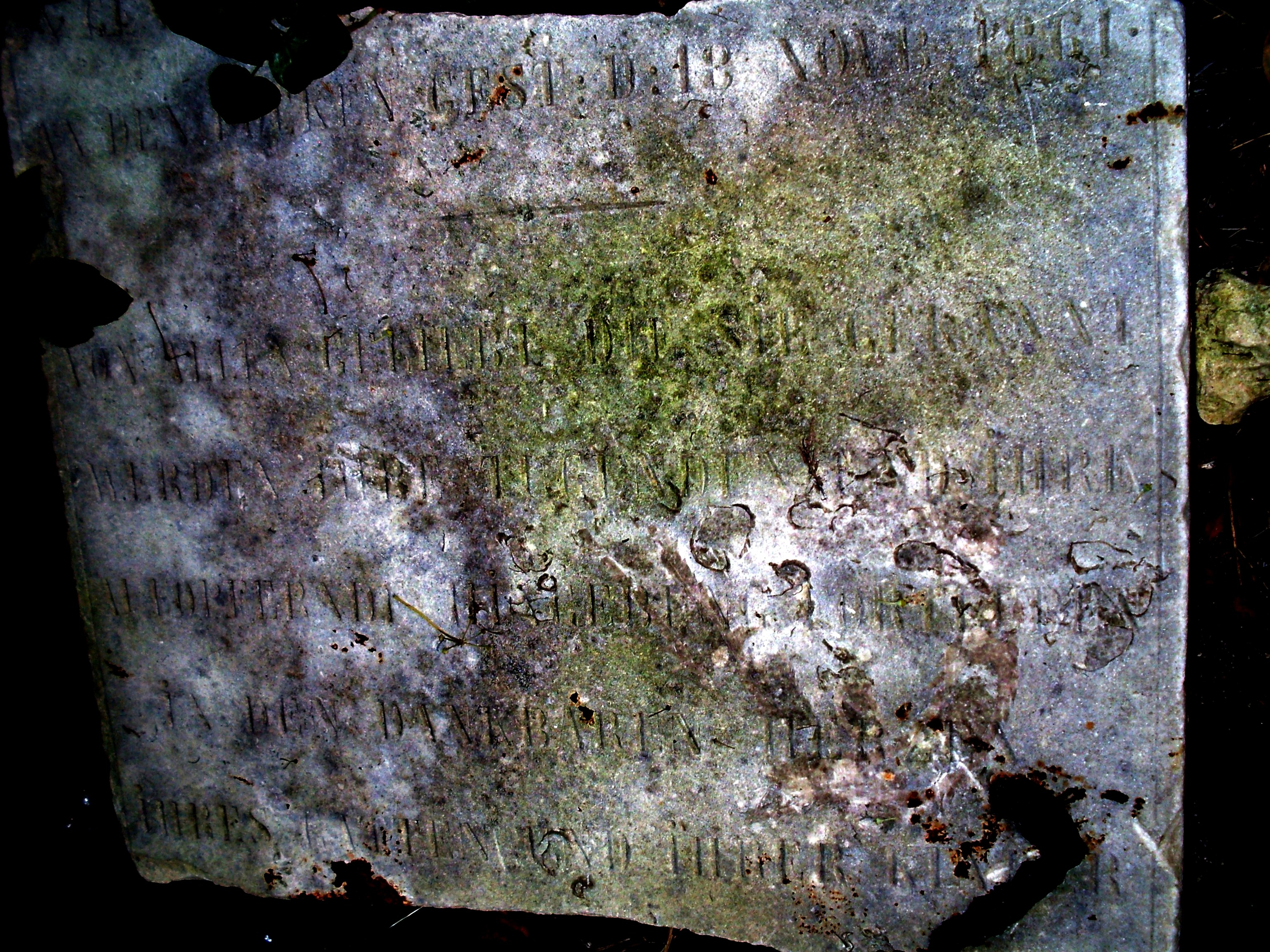
Campo degli Inglesi - particolare di un'iscrizione in tedesco

Oltre al Campo degli Ebrei si trova nel parco anche un'altra antica area cimiteriale, riservata però ai protestanti; essa è detta fin dalla sua istituzione "Campo degli Inglesi" e vi hanno trovato sepoltura membri delle varie confessioni protestanti presenti in città e non solo gli Inglesi. Si trova sul colle dei Cappuccini, e precisamente all'interno del cinquecentesco bastione di San Paolo; si affaccia panoramicamente sul centro cittadino e sulle colline che lo delimitano a sud. Al suo interno sono rimaste ancora alcune lapidi ombreggiate da un maestoso ulivo.
È stato istituito dopo la Restaurazione in seguito alle nuove norme igieniche riguardanti le sepolture introdotte in Italia durante il periodo napoleonico. Esisteva nei pressi anche un "Campo dei Greci", per i cittadini di religione ortodossa; l'esistenza di aree cimiteriali dedicate alle varie religioni testimoniano il cosmopolitismo dell'Ancona ottocentesca. È visitabile solo dopo prenotazione.

#### Bastione di San Paolo

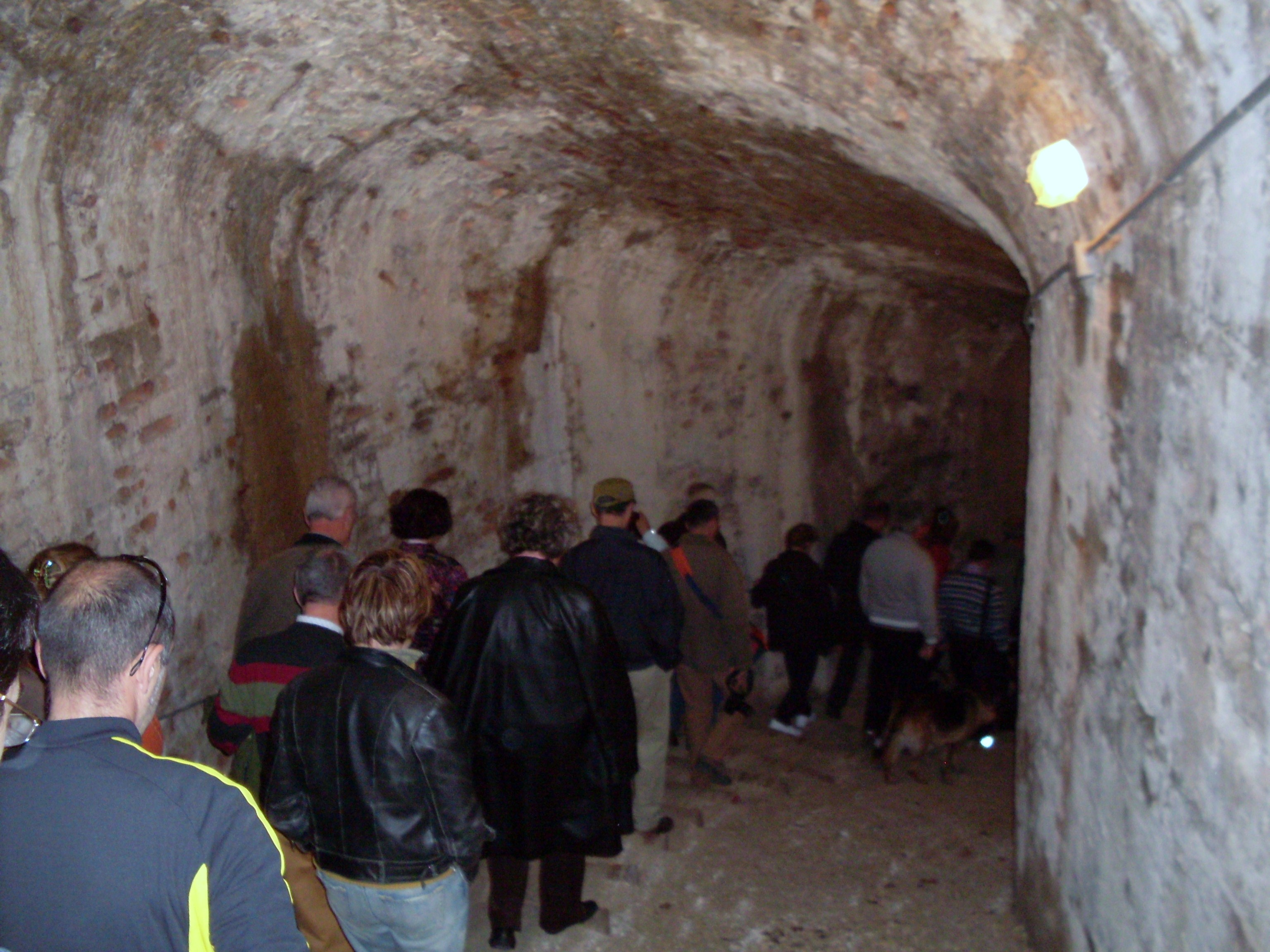
Scalinata di ingresso ai sotterranei del Bastione San Paolo

La sommità del Colle dei Cappuccini è ancora bordata dalle mura cinquecentesche della città, che si articolano in due tratti rettilinei (cortine) e nel Bastione di San Paolo, opera cinquecentesca di Antonio da Sangallo il giovane, autore anche della Cittadella di Ancona, di poco precedente e un tempo collegata al bastione da un tratto della cinta muraria, percorso al suo interno da un cunicolo detto "passeggiata coperta".
Al suo interno è ancora oggi visitabile (su prenotazione) una rete di sotterranei caratterizzati da ambienti ampi con elementi architettonici di grande interesse storico: casematte, corridoi d'ascolto, sfiatatoi, feritoie, troniere, posterule. L'uso decorativo del mattone faccia a vista con modanature e cornici rende il complesso ipogeo ancor più interessante.
Dopo il 1861, anno della proclamazione del Regno d'Italia, i sotterranei del bastione furono utilizzati alternativamente come deposito munizioni, magazzino, ricovero per salmerie e, pochi anni dopo (1883) come locali per la confezione delle cariche.
Durante la Seconda Guerra Mondiale i sotterranei del bastione furono usati come rifugio antiaereo, sia per la popolazione (con entrata da via Goito attraverso un accesso ricavato da una troniera), sia per i militari, che entravano dall'interno; una porta separava le due aree. Il 6 giugno 1944 un aereo delle forze alleate sganciò una bomba che colpì lo spigolo meridionale del bastione, uccidendo cinque soldati e facendo crollare nel sottostante Campo degli Ebrei blocchi interi della muratura, ancor oggi visibili.

#### Il faro vecchio

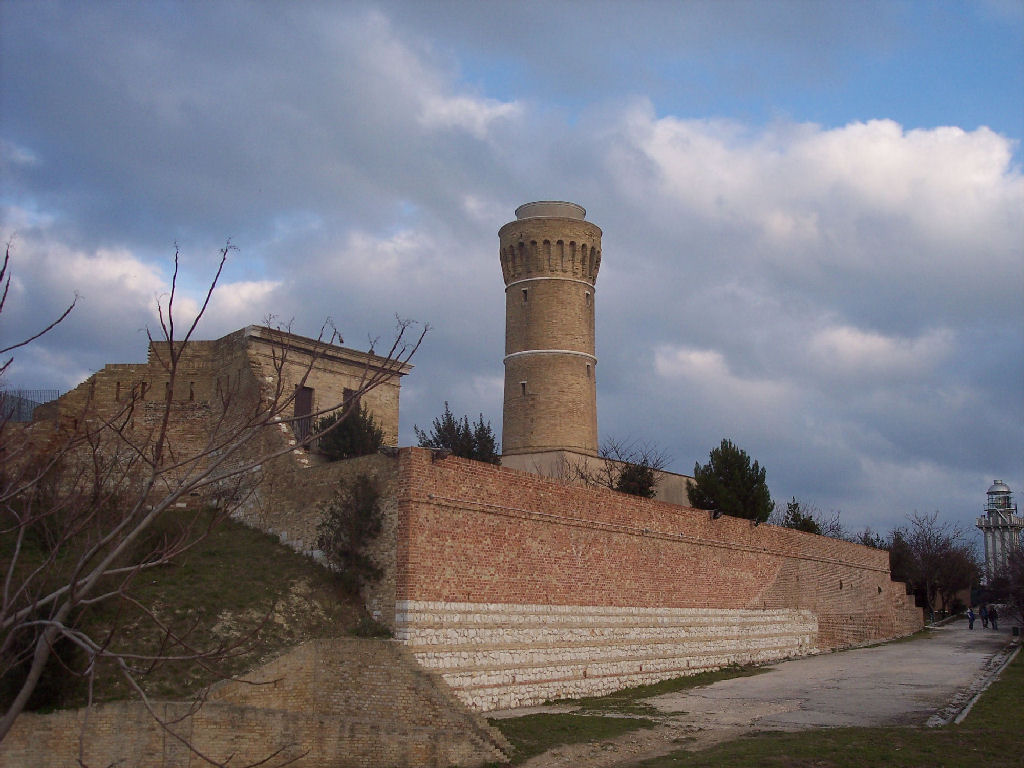
Il faro vecchio

Il vecchio faro di Ancona, sorge sulla sommità del colle dei Cappuccini, nel punto più panoramico del parco. Fu costruito, come ricorda la grande lapide posta sul monumento, su volontà di papa Pio IX nel 1860. Dalla cima della torre si può godere di un ampio panorama sul centro storico, sul porto, sulla cattedrale di San Ciriaco e sulla forma a "gomito" del promontorio (ankòn), da cui deriva il nome alla città.
Nel corso degli anni la struttura ha subito vari danni, sia per i due conflitti mondiali sia a causa dei terremoti e degli sfaldamenti del terreno. Per questo, nel 1965 dopo poco più di cento anni di servizio, un nuovo faro è stato edificato a poche decine di metri dal precedente.
Dopo una chiusura di quasi quarant'anni, la ristrutturazione del 2000 aveva dato una nuova vita alla storica torre, simbolo dimenticato della città dorica; grazie all'opera dei volontari del circolo anconitano di Legambiente, nel giro di quattro anni il faro vecchio è stato visitato da migliaia di cittadini e turisti diventando la meta più apprezzata dell'intero Parco del Cardeto ed una delle principali dell'intera città.
Dal 2005 non è possibile visitare il faro vecchio, chiuso per la presenza di un gradino rotto. A causa di un problema di proprietà (il monumento appartiene al demanio), il Comune di Ancona non può occuparsi direttamente della sistemazione della scala, per quanto l'intervento richiesto sia minimo e nonostante il faro di Ancona, nel 2003, sia stato inserito tra i monumenti da restaurare con i fondi del gioco del lotto.

#### Forte Cappuccini

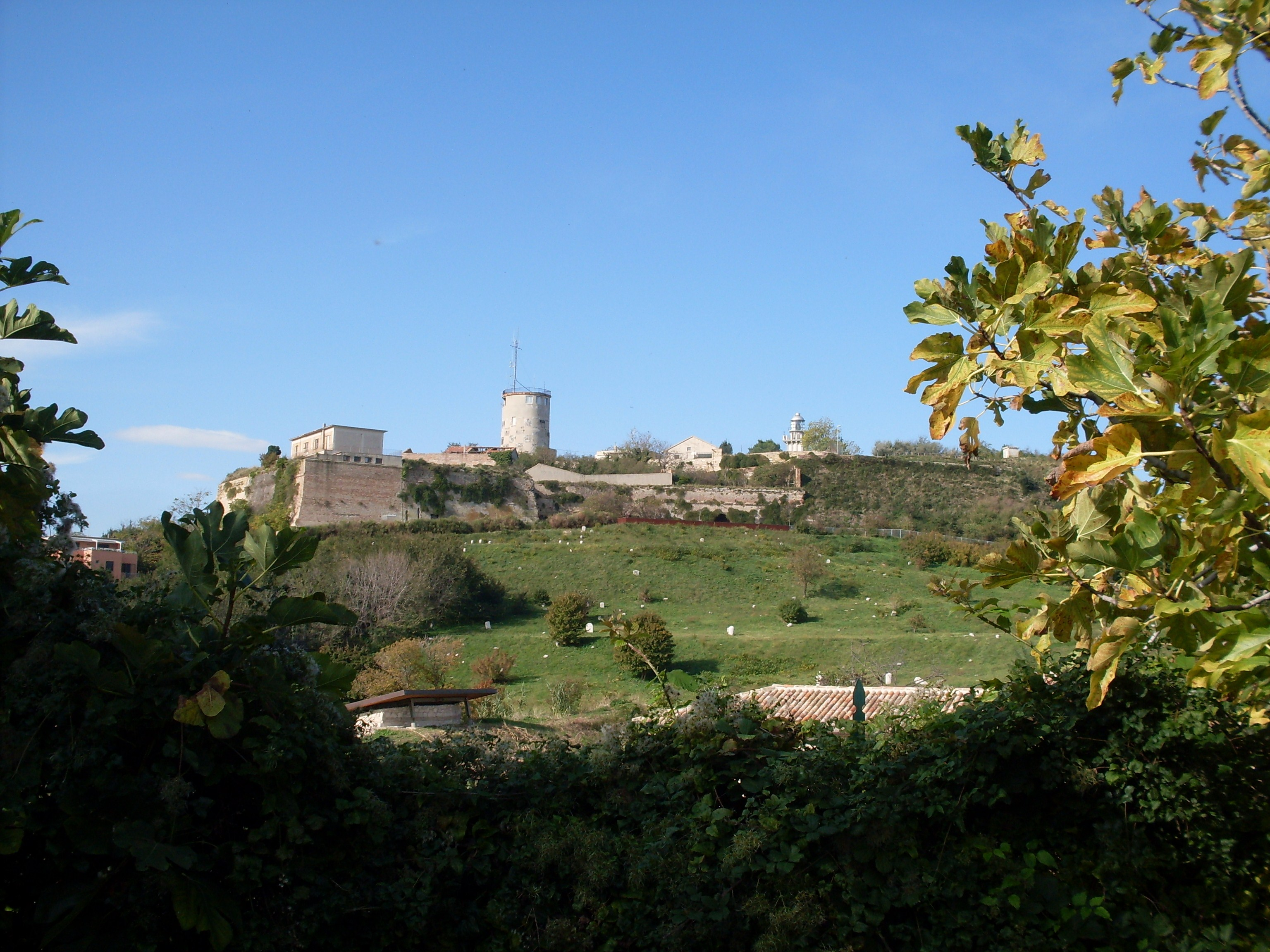
Il Campo degli Ebrei con il sovrastante Forte Cappuccini

Grande interesse nei francesi suscitò anche l'area attualmente occupata dai due fari. La sommità del colle dei Cappuccini fu così trasformata in fortezza, sfruttando la preesistente cinta muraria cittadina del Cinquecento e fortificando i terrazzamenti posti tra il colle ed il centro abitato, per cui si ottenne un'efficace retroguardia rispetto al Cardeto, dotata di due bastioni.

#### Caserma Stamura, già convento dei Cappuccini
Sulle rovine della rocca di San Cataldo, che gli anconetani distrussero nel gennaio del 1383 in quanto segno di sottomissione al potere papale, sorsero nel 1554 la chiesa e il convento dei Cappuccini (dai quali il nome del Colle), nel 1861 espropriati dallo Stato e trasformati nella Caserma Stamura. 
Durante la Seconda Guerra Mondiale, nella Caserma Stamura ebbe sede la Centrale Avvistamento ed Allarme, collegata ad una rete di postazioni d’avvistamento antiaereo e navale presidiata da personale M.A.C.A. (Milizia Artiglieria Contraerea).

#### Rifugio antiaereo delle Carceri

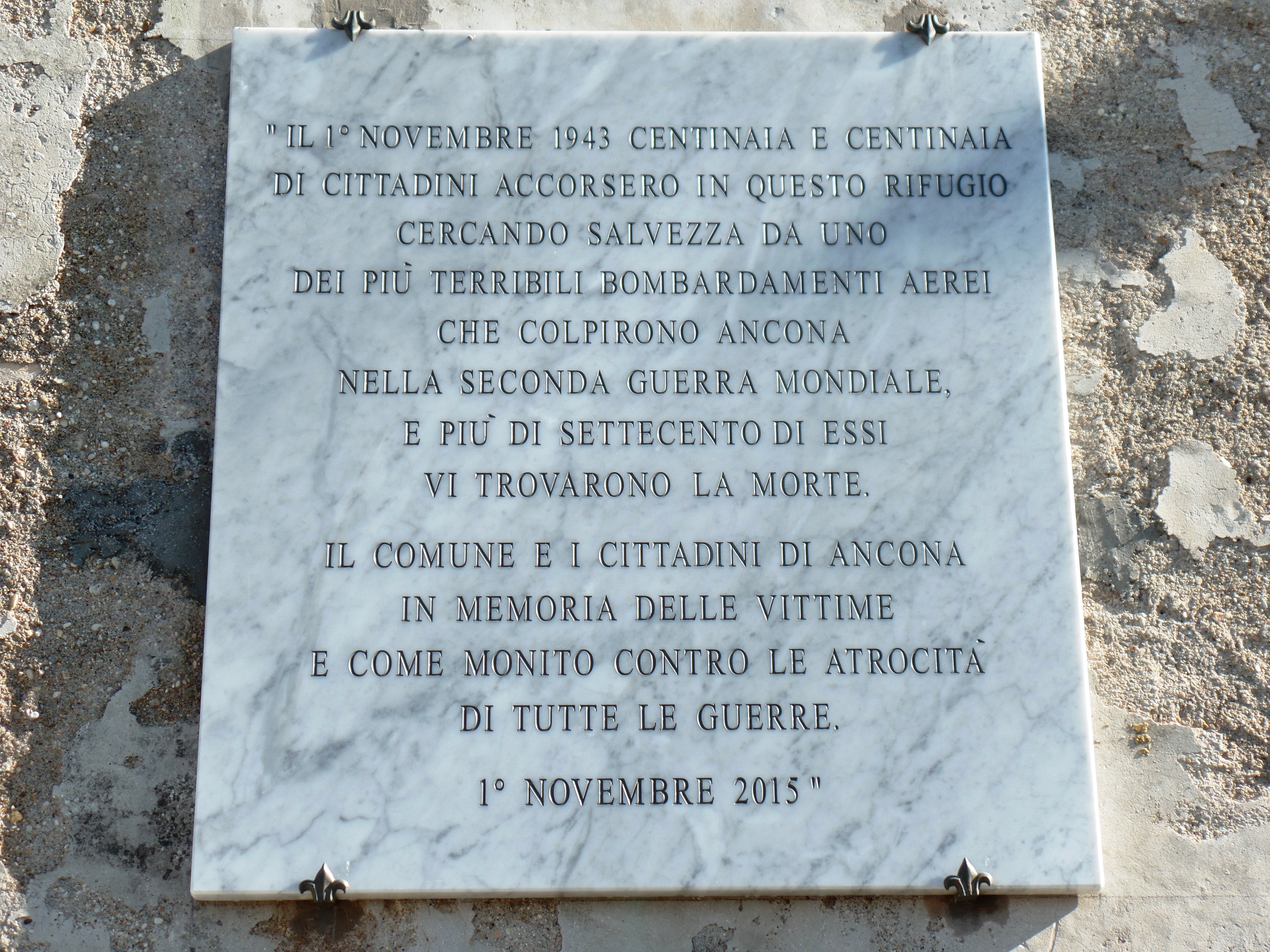
Nuova targa alla memoria delle oltre 700 vittime civili di guerra lì decedute

Sotto le mura del Parco del Cardeto, a sinistra dell'ingresso via Birarelli, si trova il rifugio della Seconda Guerra Mondiale dove, in seguito al bombardamento alleato della città, il 1º novembre 1943 trovarono la morte oltre settecento persone, un triste primato in Europa (nella targa precedentemente apposta nel 1961 dal Comune si diceva per errore che essi erano stati trecento), tra i quali le orfanelle dell'istituto Birarelli ed il personale insegnante e dell'istituto, lì rifugiatisi in cerca di salvezza.
Questa targa ricorda a tutti che la pace è un grande valore e va ricercata sempre.

### A Monte Cardeto

#### Polveriera Castelfidardo

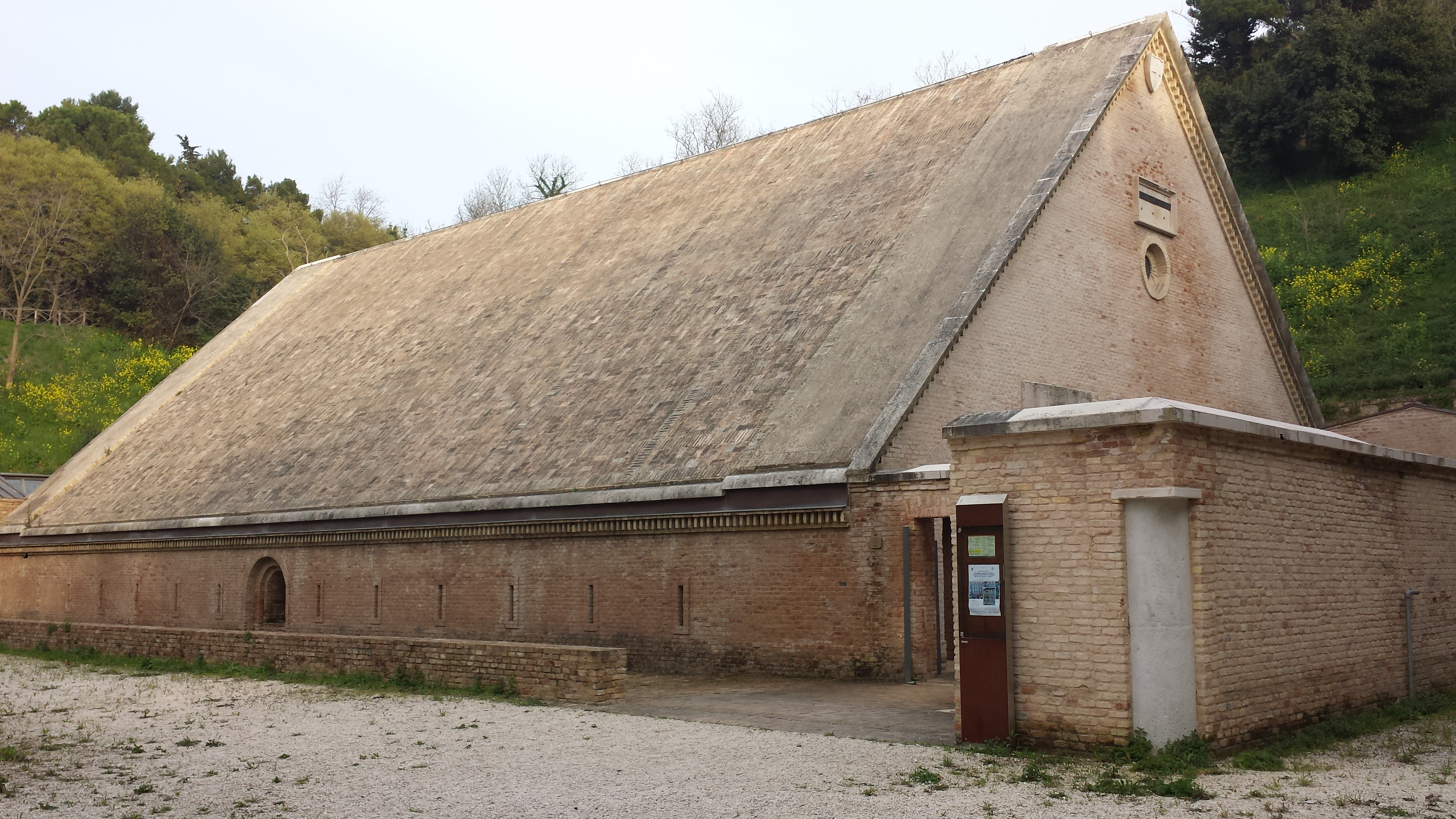
La Polveriera Castelfidardo

Opera di Giuseppe Morando, fu costruita tra la primavera del 1864 e l'autunno del 1866 in una conca scavata nel colle del Cardeto. Era, insieme alla polveriera napoleonica "Beato Amedeo" (sita nell'attuale parco della Cittadella), il più capiente deposito di polvere da sparo della città. Denominata "magazzino a polvere alla prova" (capace cioè di resistere alla prova di un bombardamento), prende il nome dalla battaglia risorgimentale, ed è stata eretta a supporto della vicina caserma Villarey.
Si tratta di una costruzione a pianta longitudinale, con dei corridoi laterali e una grande sala centrale a volta la quale fungeva da magazzino delle polveri, lunga 26 metri per una larghezza di 13 che poteva ospitare 200000 kg di polvere da sparo. L'esterno è in mattoni a vista con pietra d'Istria ed oblò, punti di presa d'aria per il complesso sistema di aerazione naturale che aveva lo scopo di tenere asciutta la polvere da sparo. Muri di sostegno decorati delimitano l'invaso esterno dove si trova la costruzione, protetto per la sicurezza da sistemazioni in terra, detti traversoni. La polveriera Castelfidardo, dopo il restauro degli anni 2000, è sede di un auditorium ed una sede espositiva. A fianco della Polveriera cresce un gigantesco albero di fico (vedi paragrafo sugli aspetti naturalistici).

#### Forte Cardeto

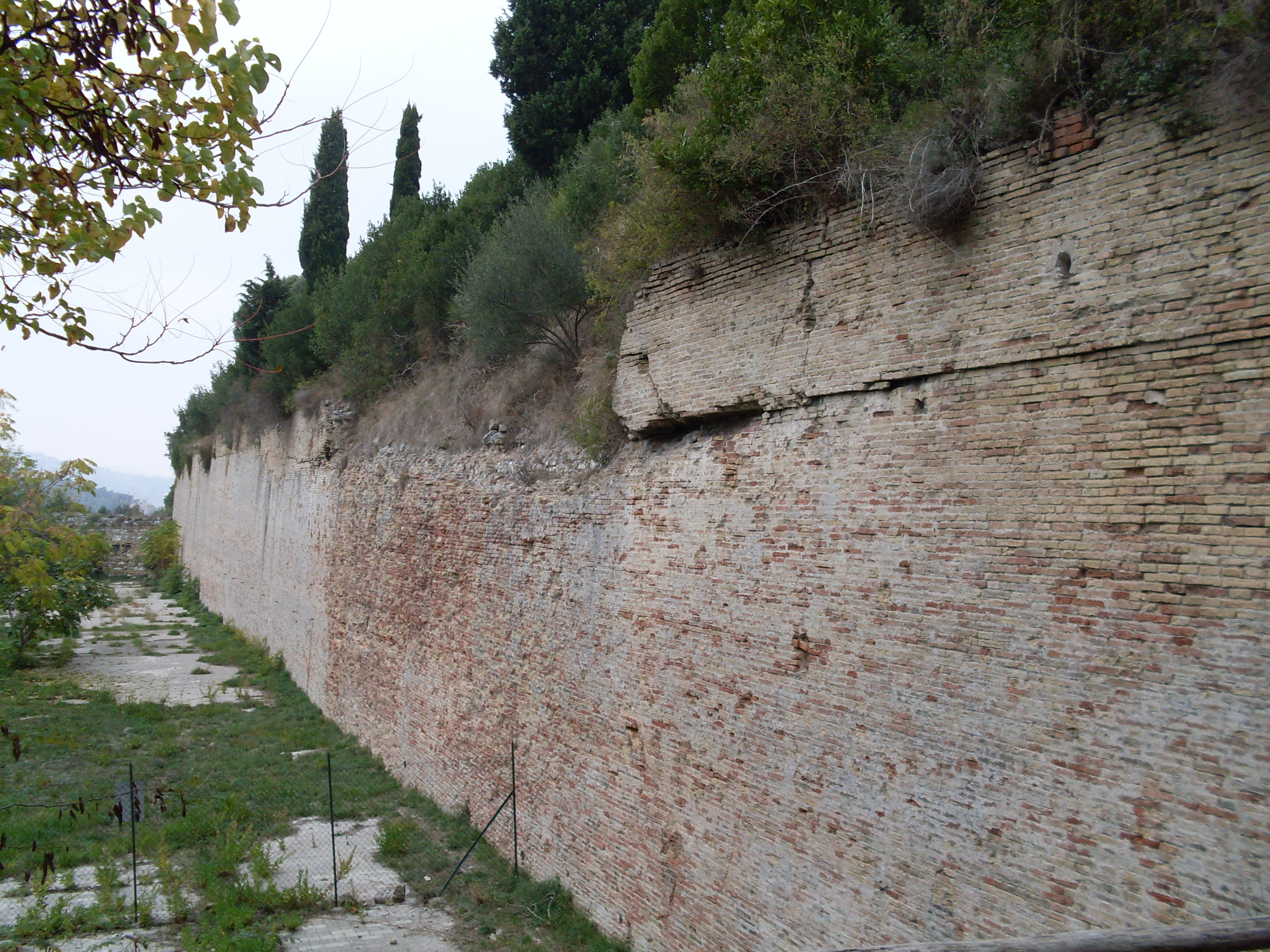
Ancona - Mura e fossato di Forte Cardeto

Nel 1799, su influsso ed iniziativa dei francesi che avevano strappato la città allo Stato della Chiesa, si pose mano alla realizzazione del Forte Cardeto. Questo si presenta piuttosto protetto dalla sua conformazione, dal momento che un lungo fossato ne mantiene nascosta gran parte delle scarpate. È composto da due mezzi bastioni (sud-occidentale e nord-orientale) ed un'ulteriore opera di difesa in posizione avanzata, detta dente, posto a metà del fossato.
Il Forte fu collegato al Campo Trincerato dopo l'Unità d'Italia, con la nuova cinta muraria, che si apriva nella porta Cavour, in corrispondenza dell'omonima piazza. 
All'interno del Parco è ancora presente un tratto (detto scaglioni) di questa cinta ottocentesca.

### Museo Diffuso Urbano

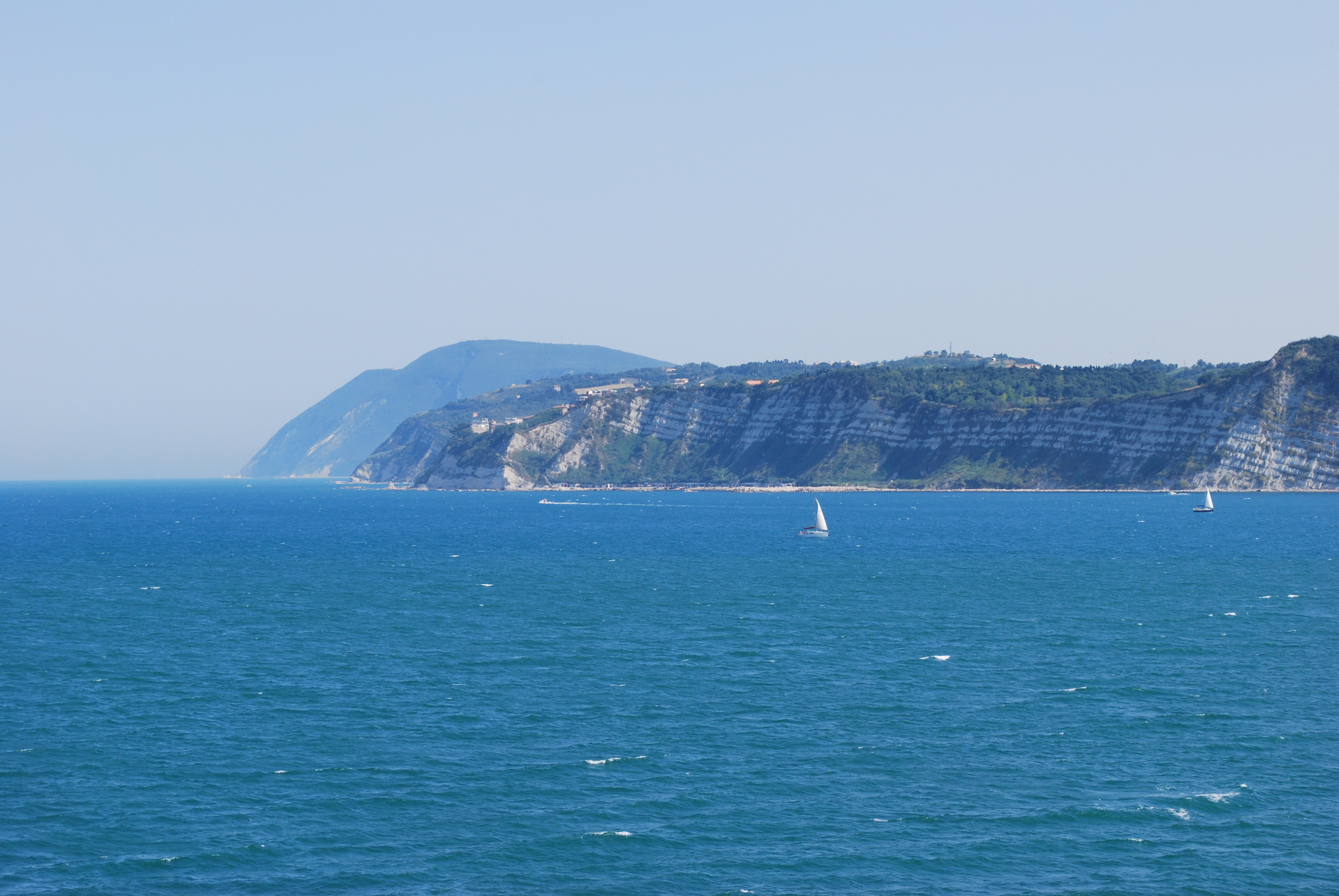
Il Parco del Cardeto visto dal mare - da destra: il Colle dei Cappuccini, la sella del Campo degli Ebrei, Monte Cardeto. Sullo sfondo, Monte Conero

Il progetto del Museo Diffuso Urbano di Ancona era sorto dalla volontà di far riemergere i numerosi volti della città attraverso i suoi reperti e monumenti, le vie e le mura, le chiese, le sue storie, le sue diverse e possibili letture, per restituirli alla comunità cittadina di cui sono parte fondamentale e per renderli accessibili anche a chi, venuto in visita in città, desidera conoscerla nella sua complessità.
Il progetto, strategico per il sistema culturale urbano, avrebbe dovuto interessare tutto il centro storico, concentrandosi particolarmente in alcuni siti particolarmente rilevanti. Era stato realizzato un unico itinerario, interno al parco del Cardeto, precisamente dal Campo degli Ebrei: attraverso un'innovativa infrastruttura tecnologica, che sfruttava le potenzialità della rete, ed un articolato sistema informativo, si presentava come un percorso contemporaneamente reale e virtuale, alla ricerca delle tante tracce della presenza ebraica e alla scoperta dell'importanza che questa Comunità ha esercitato nei secoli sulla vita sociale, culturale ed economica della città.
All'interno del Parco del Cardeto era stato infatti inaugurato il Deposito del Tempo, accanto al Campo degli Ebrei, dove all'interno di un piccolo edificio i cittadini potevano approfondire, attraverso la postazione multimediale, i contenuti dell'itinerario ebraico o lasciarsi coinvolgere dall'audiovisivo artistico realizzato appositamente per il Cardeto e per il Campo degli Ebrei.
Tutte le strutture del Museo Diffuso Urbano sono dal 2011 in stato di abbandono e chiuse al pubblico.

## Galleria d'immagini

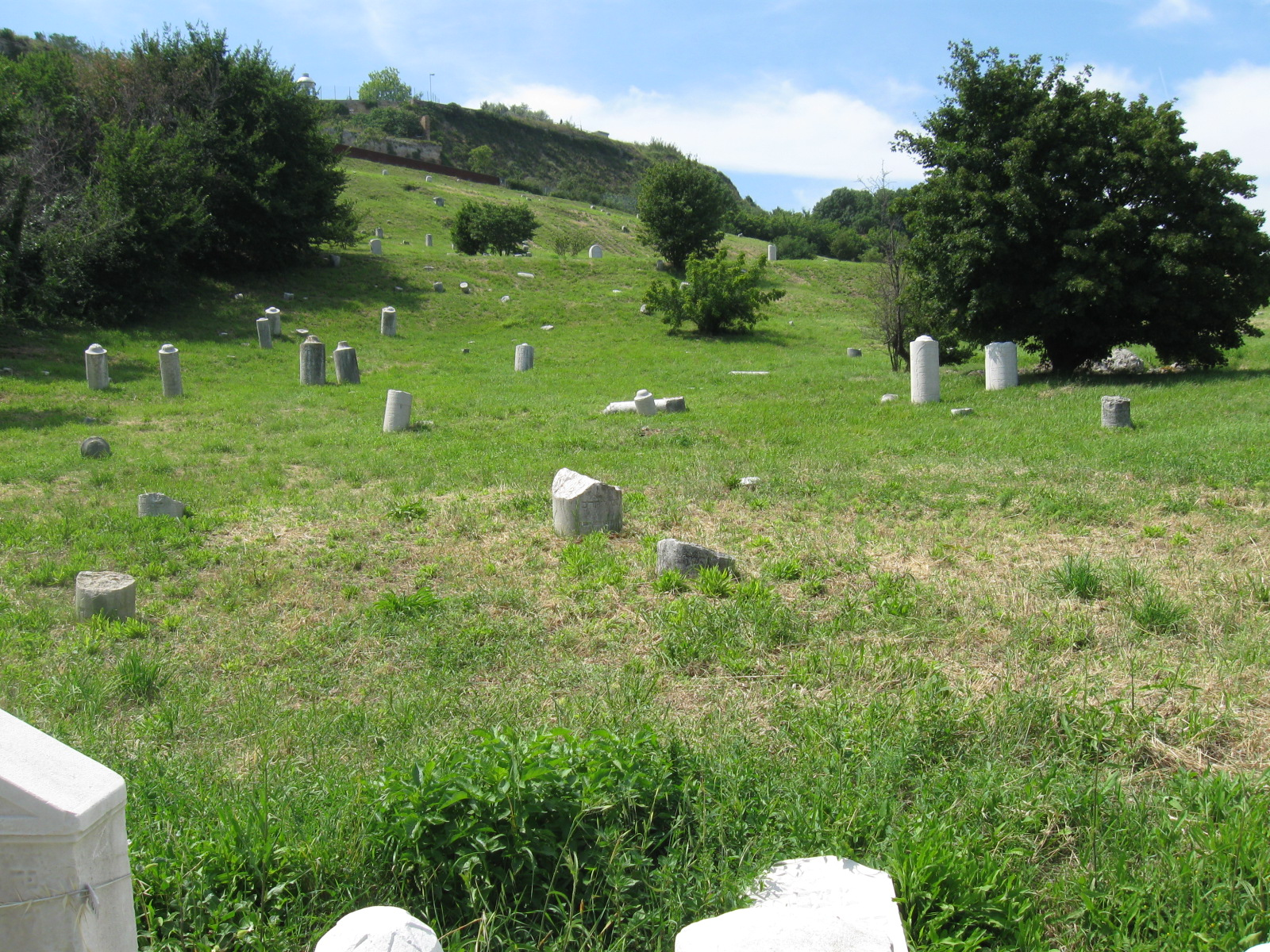
Campo degli Ebrei - vista generale
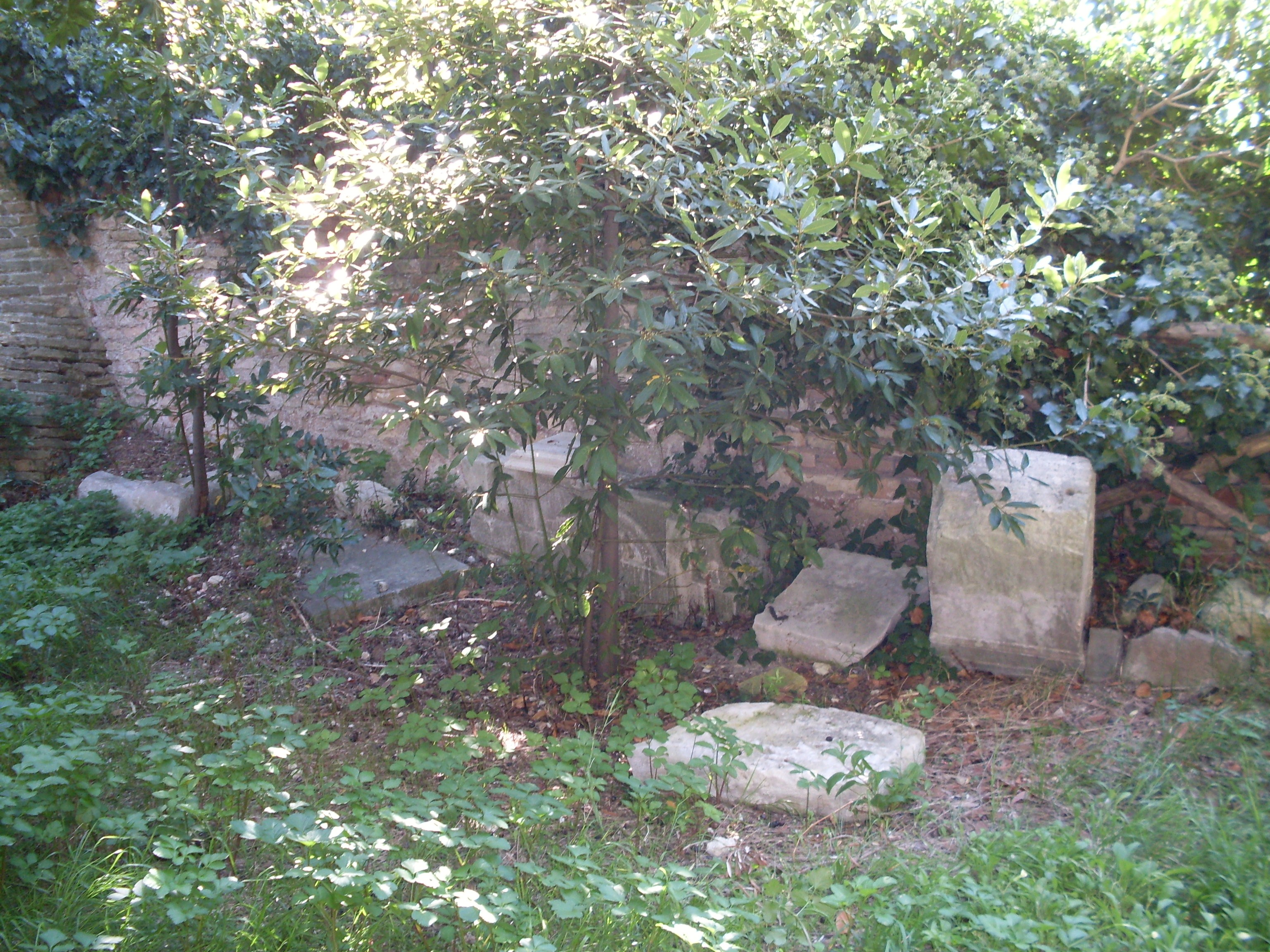
Lapidi al Campo degli Inglesi
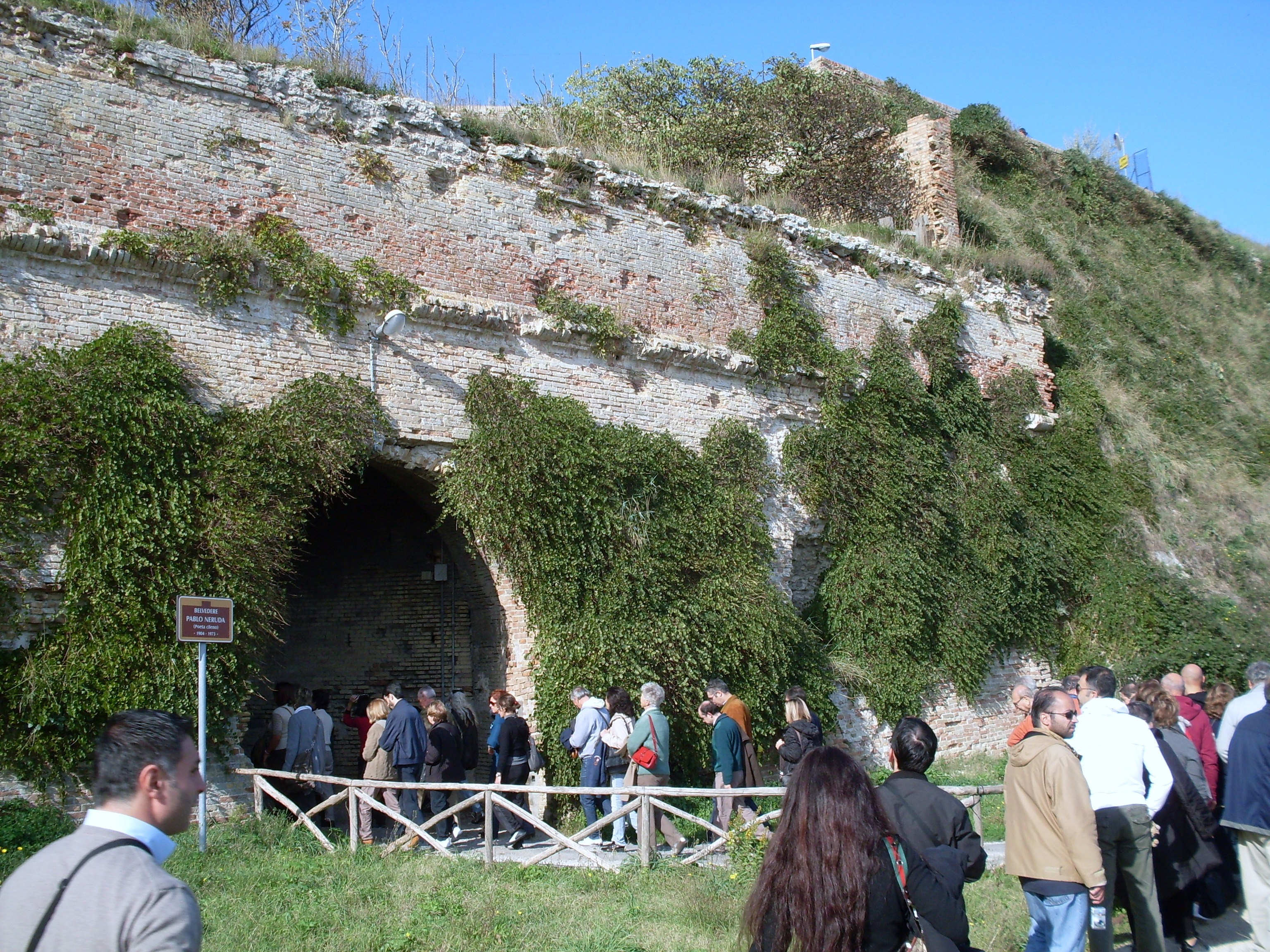
Ingresso al Forte Cappuccini, aperto nelle mura cinquecentesche, sulle quali si notano folti cespugli di capperi
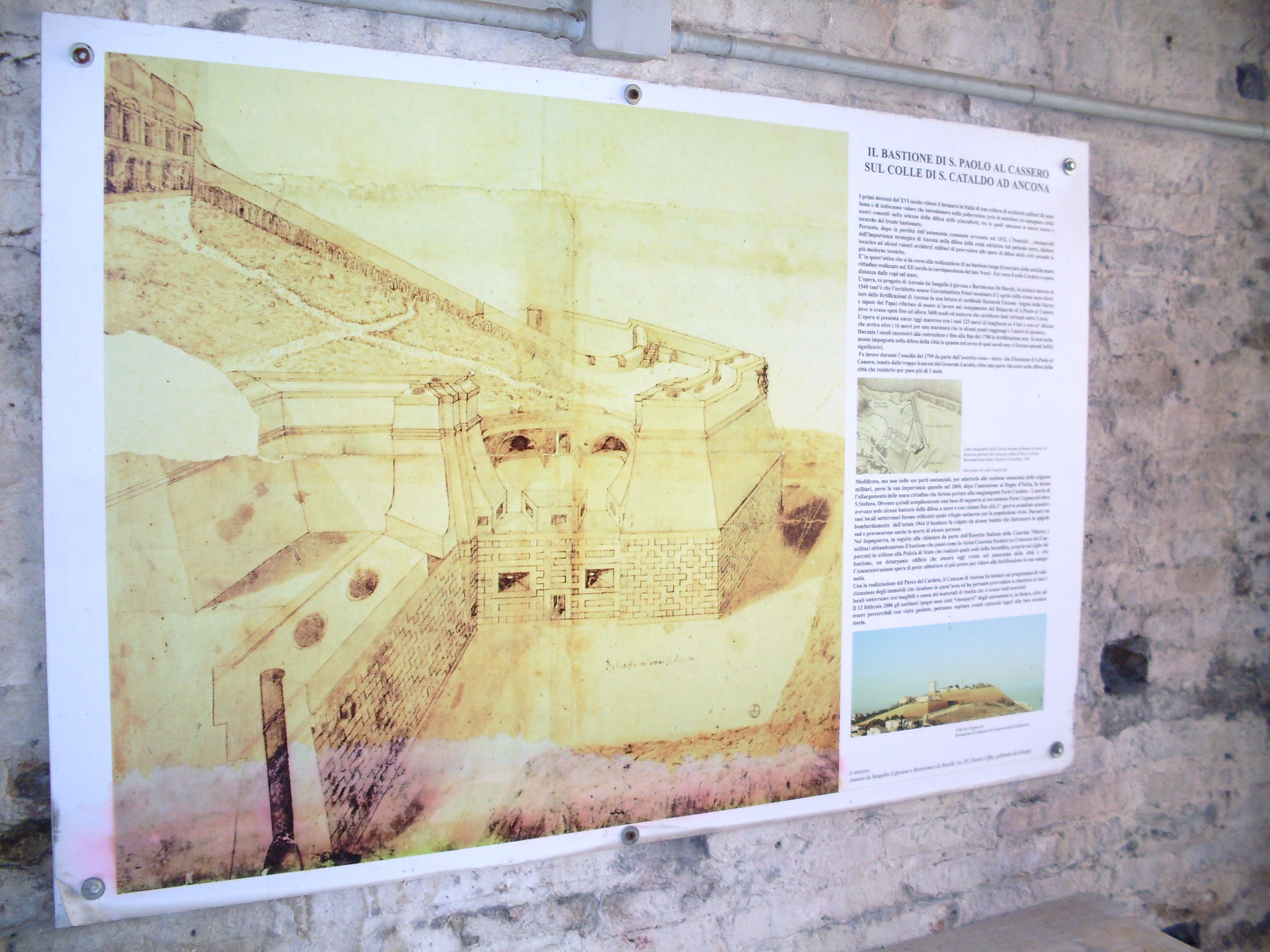
Aspetto cinquecentesco del Bastione San Paolo
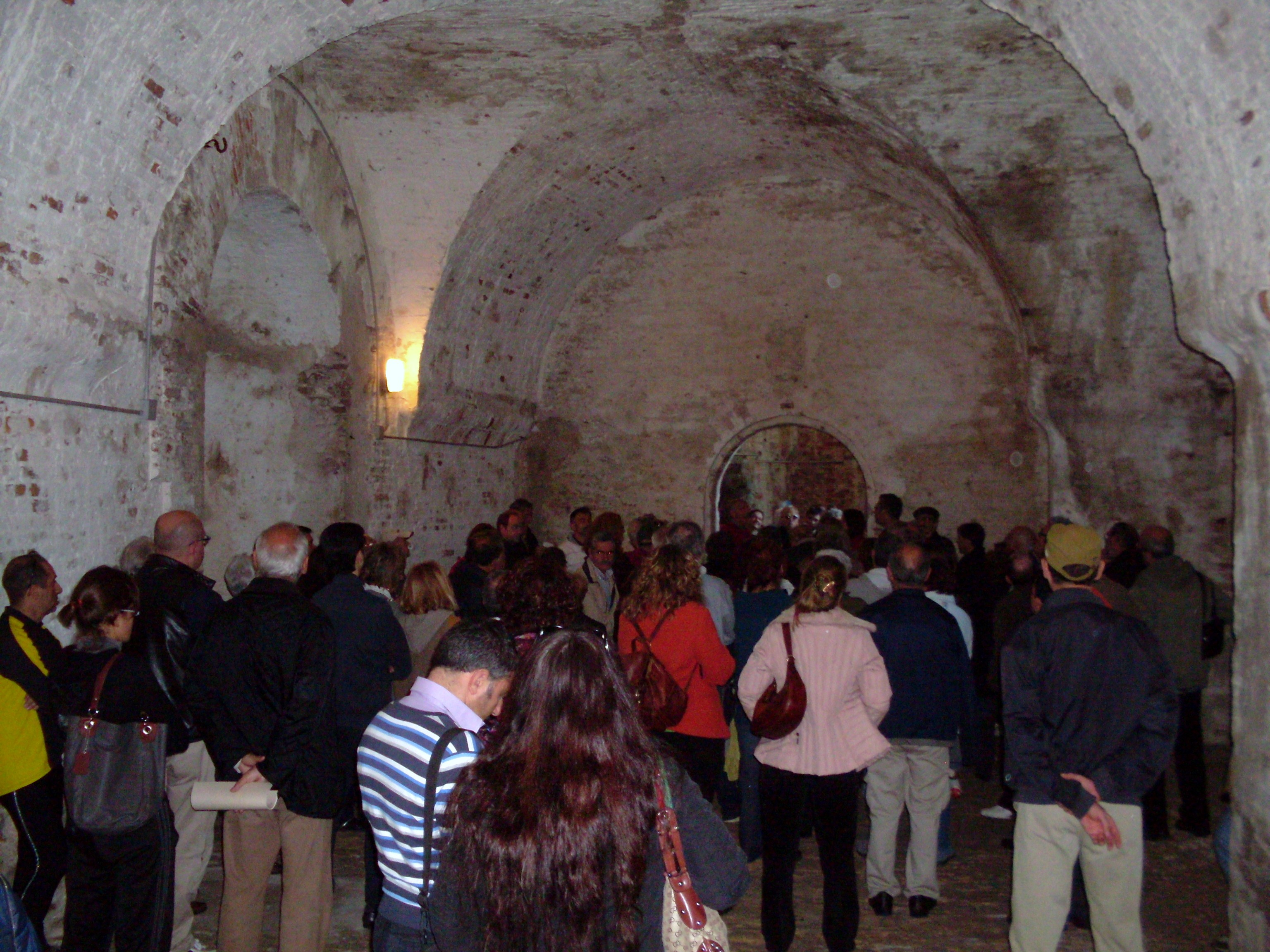
Sotterranei del Bastione San Paolo
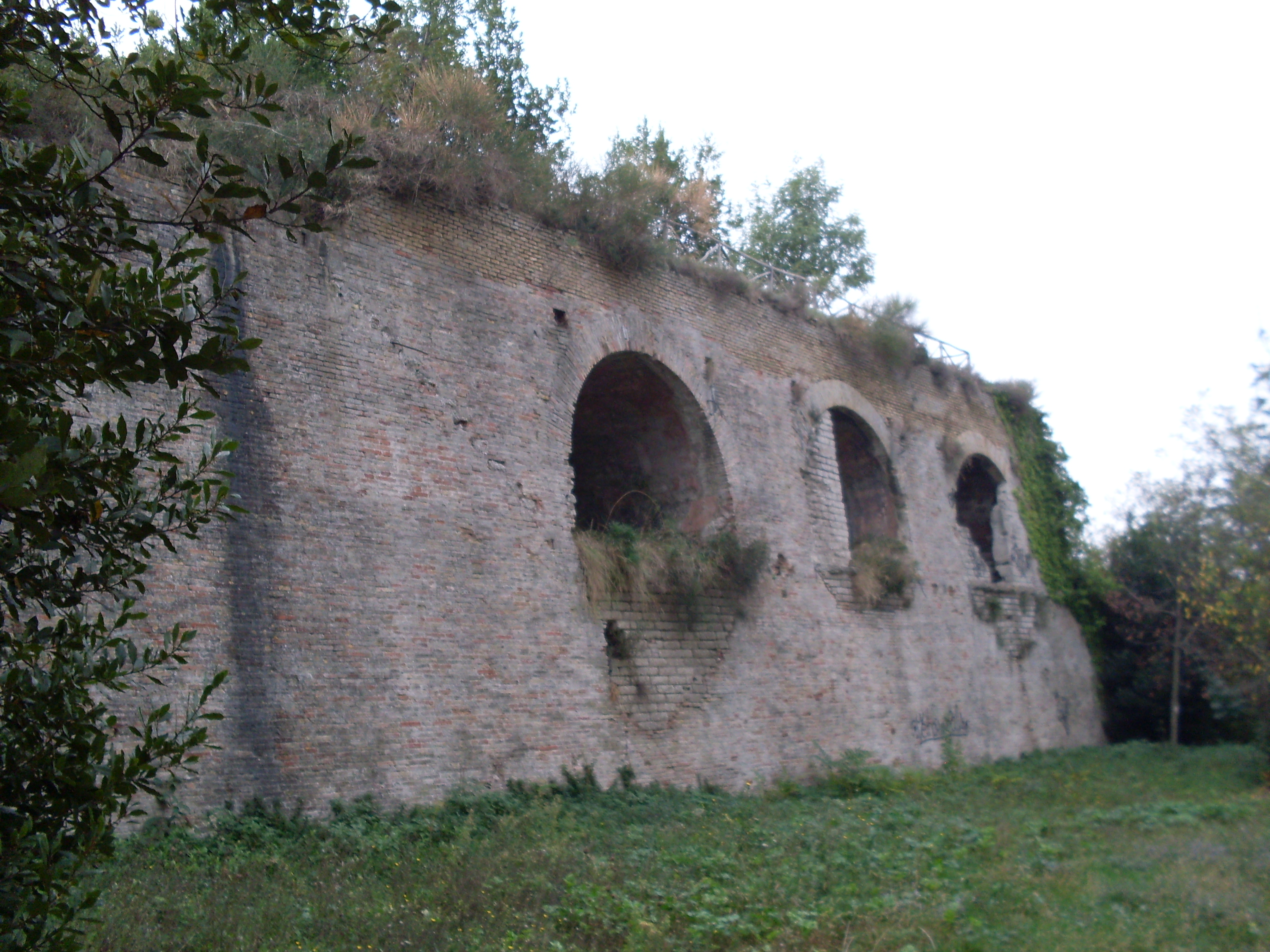
Fossato di Forte Cardeto
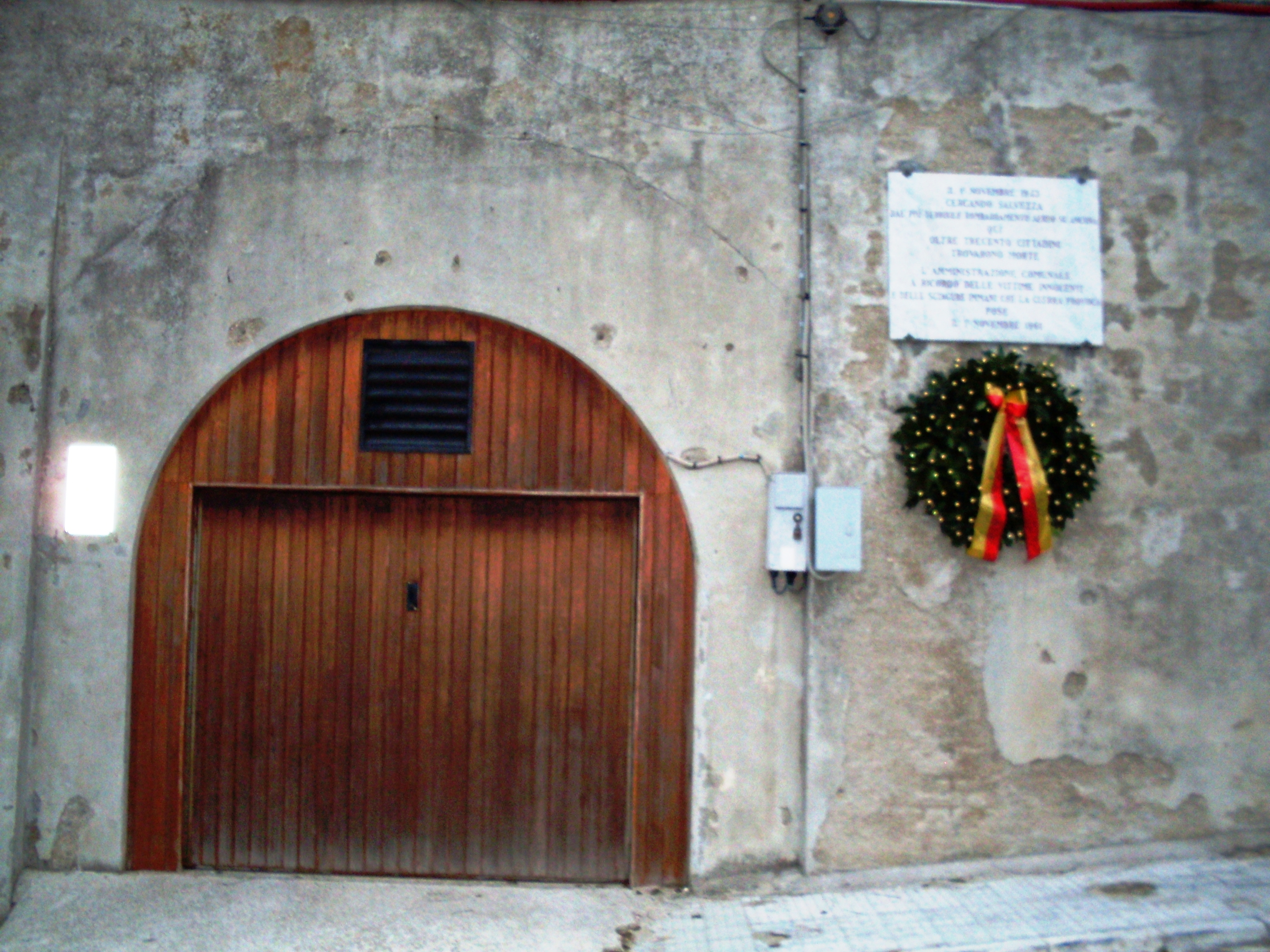
Ingresso del rifugio con la vecchia targa in memoria dei 300 morti per bombardamenti aerei, ora sostituita con un'altra che riporta il numero corretto: oltre 770 vittime.